# Strepsinoma croesusalis
Strepsinoma croesusalis is een vlinder uit de familie van de grasmotten (Crambidae), uit de onderfamilie van de Acentropinae. De wetenschappelijke naam van deze soort is voor het eerst gepubliceerd in 1859 door Francis Walker.
De voorvleugellengte is ongeveer 9 millimeter.

## Ondersoorten
- Strepsinoma croesusalis croesusalis (Walker, 1859)
- Strepsinoma croesusalis angustalis (Caradja, 1925)

## Verspreiding
De soort komt voor in India (Assam en de Andamanen), Thailand, Maleisië, China en Taiwan.